# Violetta Veiland
Violetta Veiland (* 11. August 1998) ist eine ungarische Leichtathletin, die sich auf das Kugelstoßen spezialisiert hat.

## Sportliche Laufbahn
Erste internationale Erfahrungen sammelte Violetta Veiland im Jahr 2015, als sie bei den Jugendweltmeisterschaften in Cali mit der 4-kg-Kugel mit einer Weite von 13,94 m in der Qualifikation ausschied, wie auch bei den U20-Europameisterschaften 2017 in Grosseto mit 13,80 m. 2019 belegte sie dann bei den U23-Europameisterschaften in Gävle mit 15,25 m im Finale Rang elf und 2023 gelangte sie bei den World University Games in Chengdu mit 14,89 m auf den zehnten Platz. Im Jahr darauf schied sie bei den Europameisterschaften in Rom mit 15,72 m in der Qualifikationsrunde aus.
2020 wurde Veiland ungarische Meisterin im Kugelstoßen im Freien sowie 2021 und 2024 in der Halle.